# Szentistvánkút
Szentistvánkút (1899-ig Szentistván, szlovákul Studienka, korábban Hasprunka, németül Hausbrunn) község Szlovákiában, a Pozsonyi kerületben, a Malackai járásban.

## Fekvése
Malackától 13 km-re északkeletre fekszik.

## Története
A falut Ausztriából érkezett német telepesek alapították a 15. században. Első lakói favágók, pásztorok voltak. Eredeti neve „Hausbrunn” volt, mely a német „Haus bei Brunn” (azaz kút mellett levő ház) kifejezésből származik. Ebből lett később a szlovák „Hasprunka”. A névadó forrás a falu utolsó házától 100 m-re, a Juricska-malomhoz vezető út jobb oldalán található. A falu hivatalos neve 1616 és 1824 között Istvánfalva volt, később a szlovák Hasprunka volt használatos, majd a Szentistván, végül 1907-ben a Pozsony-Szentistván nevet kapta. Magyar neve onnan származik, hogy templomát Szent István király tiszteletére szentelték. 1592-ben említik először ’’Hausbrunn’’ néven, Detrekő várának uradalmához tartozott. Később a Pálffyak malackai uradalmának része volt.
Vályi András szerint "HASZPRUNKA.Tót falu Posony Várm. földes Ura G. Pálfy Uraság, lakosai katolikusok, fekszik fenyves erdők között, határja két kerűlőre van osztva, rozzsa terem, réttye van, javaikat Nagy Lévárdon adják el."
Fényes Elek szerint "Haszprunka, (Hasbrun), tót falu, Pozsony vmegyében, N. Lévárdhoz keletre 1 1/2 órányira: 1427 kath., 1 evang., 60 zsidó lak., kath. paroch. templommal. Határja homokos, de sok kendert, rozst terem; fenyves erdeje derék s benne sok vad tanyázik. Lakosai kender-, s len-magból olajat ütnek, szekér-kenőcsöt főznek; patakja öt malmot forgat. F. u. h. Pálffy. Ut. p. Malaczka."
Pozsony vármegye monográfiája szerint "Szentistván, morvavölgyi tót kisközség, körjegyzőségi székhely, 338 házzal és 1798 róm. kath. vallású lakossal. Legelső nyomára csak 1615-ben találunk. Eredetileg Hausbrunn volt a neve. Úgy látszik, német telepítvény, mely Szent Istvánnak szentelt templomától vette mai nevét. A tót lakosok Haszbrunka nevet adtak neki. Mindenkor a malaczkai uradalomhoz tartozott és ma is Pálffy Miklós herczegnek van itt nagyobb birtoka. Katholikus templomának alapkövét 1682. aug. 10-én Szelepcsényi érsek jelenlétében tették le. Az itteni uradalmi erdőben több szurok-kemencze s három téglavető-telep működik. A község közelében lévő erdőben azelőtt kőszénbánya is volt, melyet azonban 1849-ben víz borított el. 1682-ben és 1882-ben nagy tűzvész volt a községben, mely nagyobb részét elhamvasztotta. Ide tartoznak Havala, Holbicska, Jurik, Szojak és Tanisiboktanyák, továbbá Obora és Téglavető vadászlakok. A községnek van postája, távírója Malaczka, vasúti állomása Nagylévárd."
A trianoni békeszerződésig Pozsony vármegye Malackai járásához tartozott.

## Népessége
| Év:            | 1994. | 2004.   | 2014.   | 2024.   |
| -------------- | ----- | ------- | ------- | ------- |
| Emberek száma: | 1513  | 1608    | 1644    | 1748    |
| Eltérés:       |       | +6,27 % | +2,23 % | +6,32 % |

| Év:            | 2023. | 2024.   |
| -------------- | ----- | ------- |
| Emberek száma: | 1751  | 1748    |
| Eltérés:       |       | -0,17 % |

1910-ben 1701, túlnyomóan szlovák lakosa volt.
2001-ben 1598 lakosából 1571 szlovák volt.
2011-ben 1608 lakosából 1556 szlovák.

## Nevezetességei
- Szent István király tiszteletére szentelt római katolikus temploma 1682 és 1688 között épült. Kápolnái közül a Jézus-kápolna 1650-ben, a Hétfájdalmú Szűzanya-kápolna 1783-ban, a Xavéri Szent Ferenc-kápolna 1781-ben épült.
- Barokk haranglába 18. századi.
- A falu déli határában folyó Rudava-patak környéke messze földön híres gombázóhely.

## Külső hivatkozások
- Hivatalos oldal (új)
- Hivatalos oldal (régi) Archiválva 2008. október 14-i dátummal a Wayback Machine-ben
- E-obce.sk Archiválva 2008. szeptember 25-i dátummal a Wayback Machine-ben
- A község a kistérség honlapján
- Községinfó
- Szentistvánkút Szlovákia térképén
- A község a régió honlapján
- Travelatlas.sk